# Loch Toll an Lochain
Loch Toll an Lochain är en sjö i Storbritannien.   Den ligger i kommunen Highland och riksdelen Skottland, i den norra delen av landet, 800 km nordväst om huvudstaden London. Loch Toll an Lochain ligger 555 meter över havet.  Omgivningarna runt Loch Toll an Lochain är i huvudsak ett öppet busklandskap.